# 3D-Lebensmitteldruck
3D-Lebensmitteldruck ist ein 3D-Druck-Verfahren, welches die additive Produktion von Lebensmitteln ermöglicht. Diese Methode ermöglicht es, verschiedene Inhaltsstoffe anhand eines CAD-Designs präzise zu positionieren und zu kombinieren, um vielfältige Texturen, Strukturen und komplexe Lebensmittelzusammensetzungen zu erzielen. Sie bietet eine einzigartige Möglichkeit zur Personalisierung von Lebensmitteln, zur Optimierung der Nährstoffzusammensetzung und zur Schaffung nachhaltiger und effizienter Produktionsmethoden. Der 3D-Lebensmitteldruck findet Anwendung in verschiedenen Bereichen, darunter die Gastronomie, Gesundheitskost, Forschung oder innovativer Produkte wie etwa Fleisch-Alternativen und kreativer Produktformen. Als Teil der Industrie 4.0 ist 3D-Druck im Lebensmittelbereich ein Entwicklungsfokus vieler Industrien und politischer Entscheidungsträger, etwa auch der europäischen Union.

## Geschichte
3D-Lebensmitteldruck wurde erstmals in den frühen 2000er Jahren in wissenschaftlichen Publikationen erwähnt. Im Jahr 2000 wurde ein Patent zur Herstellung von Tortenverzierungen mittels 3D-Druck angemeldet, was das erste Patent für diese Art von Technologie gilt.
Ab 2004 beschäftigte sich auch NASA mit 3D-Lebensmitteldruck-Anwendungen für Weltraum-Reisen, mit dem Ziel, das Volumen der Lebensmittel an Bord zu verringern, indem einzelne Lebensmittelinhaltsstoffe in pulvriger Form transportiert werden, um mit Wasser angemischt und mittels 3D-Druck in Form gebracht zu werden.
Frühe kommerzielle Anwendungen des 3D-Lebensmitteldruckes umfassten Fab@Home sowie Makerbot-Maschinen, welche ab 2009 käuflich erwerblich waren und die Extrusion von Inhaltsstoffen wie Nougatcreme, Erdnussbutter oder Marmelade speziell für Anwendungen wie Torten-Verzierung ermöglichten.
Anwendungen des 3D-Lebensmitteldruckes wurden auch bald im Gesundheitssektor erkannt, wobei ein Mehrwert dieser Technologie für die Herstellung von Gerichten für Menschen mit Schluckbeschwerden (Dysphagie) ausgemacht wurde. Ein Projekt im Rahmen des Horizon-2020-Programmes wurde von 2012 bis 2015 aus Mitteln der europäischen Union gefördert, in welchem ein Konsortium verschiedene Lebensmittel-Gerichte für unterschiedliche Dysphaige-Stufen mittels 3D-Lebensmitteldruck entwickelte. Es kam hier jedoch zu keiner kommerziellen Verwertung nach Abschluss des Projektes.
Seit 2014 gab es auch erste 3D-Lebensmitteldrucker für den Heimgebrauch zu erwerben, welche von Firmen wie „Natural Machines“ (Spanien) oder „byFlow“ (Niederlande) für Preise von <5000 EUR angeboten wurden. Diese Drucker wurde vor allem in der Gastronomie als Gimmick und Blickfang eingesetzt. Heimanwendungen setzten sich jedoch bis heute nur begrenzt durch, da der Vorteil für den einzelnen Konsumenten im Vergleich zu den Anschaffungskosten als relativ gering bewertet wird.
Ab 2015 wurde in einem Kooperationsprojekt zwischen TNO und Barilla ein neuer 3D-Lebensmitteldrucker speziell für kreative Pasta-Formen entwickelt und von Barilla unter der Marke „BluRhapsody“ kommerzialisiert. Dies ist die erste dokumentierte Anwendung von 3D-Lebensmitteldruck in einem industriellen Produktionsprozess und von einem großen Lebensmittelhersteller. Bis heute produziert Barilla Produkte mit der 3D-Lebensmitteldruck-Technologie und beschäftigt sich mit der Weiterentwicklung dieser Technologie.

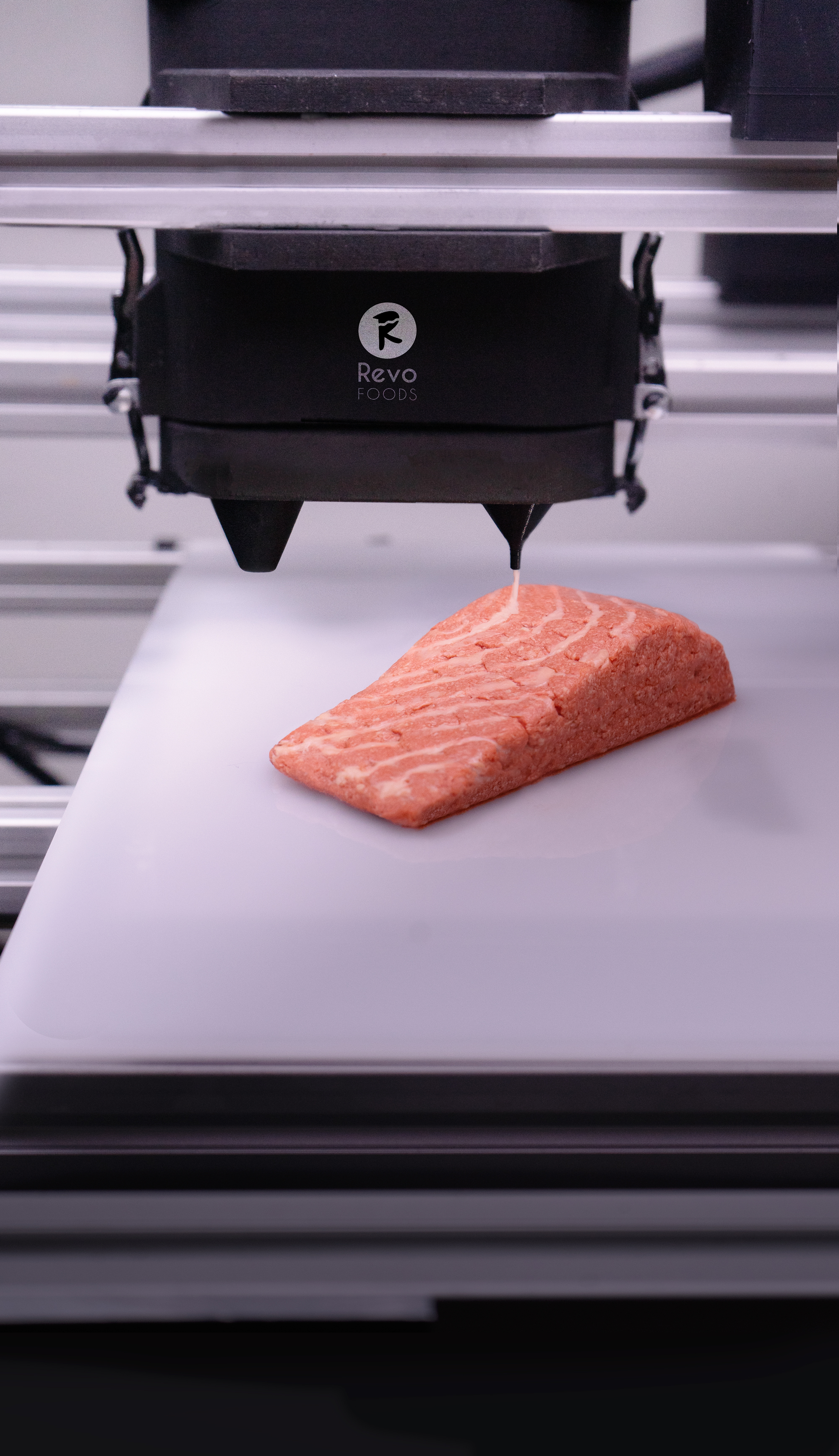
Ein 3D-gedrucktes, pflanzenbasiertes Lachsfilet der österreichischen Firma Revo Foods. Durch 3D-Lebensmitteldruck von 2 unterschiedlichen Materialien (Mycoprotein und pflanzliches Fett) wird eine Texturierung ähnlich wie bei konventionellem Lachs-Filet erzeugt. Dieses Produkt wird seit September 2023 in Supermärkten der Billa-Gruppe angeboten und war das erste 3D-gedruckte Lebensmittel weltweit, welches in Supermärkten erhältlich wurde.

Ab 2015 wurden auch erste Anwendungen von 3D-Lebensmitteldruck für die Herstellung von pflanzlichen Fleisch-, und Fischalternativen publiziert. Die Firma Modern Meadow (USA) beschrieb etwa die Herstellung von Chips aus zellkultiviertem Fleisch mittels 3D-Lebensmitteldruck. Ab 2017/2018 wurde auch an der Herstellung von pflanzenbasiertem Steak durch Firmen wie Novameat (Spanien) oder Redefine Meat (Israel) gearbeitet. Seit 2021 wurden diese Technologie auch zur Herstellung von pflanzlichen Fisch-Filets beschrieben, speziell für die Anwendung von Lachsfilets durch die Firmen Oshi (Israel) und Revo Foods (Österreich).
Ab 2019 wurden auch Anwendungen im Bereich der personalisierten Ernährung kommerzialisiert. Die britische Firma Nourish3D bietet seit 2021 etwa 3D-gedruckte Vitamin-Produkte an, welche eine personalisierte Zusammensetzung des Vitamingehalts je nach Bedürfnis ermöglichen.
2023 wurde das erste 3D-gedruckte Lebensmittel aus industrieller Produktion (ein pflanzliches Lachs-Filet) von der Firma Revo Foods in Supermärkten der deutschen REWE-Gruppe angeboten. Dies ist die erste Beschreibung von industrieller Produktion bzw. eines Produktes im Supermarkt mit 3D-Lebensmitteldruck und gibt einen Ausblick auf weitere Entwicklungen hin zum Einsatz dieser Technologie in der Lebensmittelproduktion.
Es bestehen jedoch weiterhin Herausforderungen in der 3D-Drucktechnologie, etwa die Skalierbarkeit und Produktion von großen Mengen in geringer Zeit. Diese Komplexitäten müssen für einen Einsatz dieser Technologie noch gelöst werden, bevor die Massenproduktion ermöglicht werden kann.

## Technologie
Die meisten frühen Anwendungen von 3D-Lebensmitteldruck umfassten ein relativ simples Kolben-Extrusionssystem. In diesem System wird ähnlich wie bei einer Spritze ein Hohlraum mit Material befüllt und ein Kolben mittels Motor herabgedrückt, wodurch das Material durch die Spritzenöffnung extrudiert wird. Die Viskosität des Materials ist von entscheidender Bedeutung für die Extrudierbarkeit in diesem System, ebenso wie der Düsendurchmesser und die Kraft mit welcher das Material extrudiert wird. In Kombination mit der 3D-Kinematik, welche ebenso bei klassischen 3D-Druck Anwendungen verwendet wird, können somit komplexe Formen und Strukturen erzeugt werden. Der Aufbau von 3D-Lebensmitteldruckern ist je nach Einsatz unterschiedlich und kann auch Elemente zur Temperaturkontrolle und Drucksteuerung umfassen. Die Kinematik des 3D-Drucks kann im Lebensmitteldruck unterschiedlich umgesetzt werden, etwa durch:
1. Beweglichkeit des 3D-Druckkopfes in 3 Achsen,
2. Beweglichkeit des 3D-Druckbettes in 3 Achsen oder
3. eine Kombination zwischen Beweglichkeit von sowohl 3D-Druckkopf als auch 3D-Druckbett.

Während der Begriff 3D-Lebensmitteldruck relativ jung ist, so werden viele vergleichbare Technologien schon seit längerem in der Lebensmittelproduktion eingesetzt. 3D-Druckköpfe können etwa einen ähnlichen Aufbau haben wie klassische Dosiersysteme (etwa in der Schokolade-Produktion), und Systeme, welche die Kinematik auf zumindest zwei Achsen ermöglichen (etwa Bewegung eines Förderbandes sowie des Dosiersystems), werden bereits heute für eine Vielzahl von Anwendungen verwendet.

## Anwendungen
3D-Lebensmitteldruck ist eine potentiell disruptive Technologie in der Lebensmittelindustrie. Momentane 3D-Lebensmitteldruck-Technologie hat noch keinen Einzug in den Massenmarkt gehalten, jedoch gibt es einen starken Anstieg an wissenschaftlichen Publikationen sowie Meilensteine aus der Industrie in den letzten Jahren, welche einen Technologie-Sprung signalisieren. Mehrere Anwendungen von 3D-Lebensmitteldruck stehen dabei besonders im Interesse:

### 3D-Druckmaschinen als Küchenapplikation
3D-Lebensmitteldruck-Hardware wurde seit 2014 kommerzialisiert. Diese Hardware ermöglichen es Benutzern, Zutaten in präzisen Mengen und Strukturen zu verwenden, was die Zubereitung komplexer und personalisierter Gerichte direkt in der Küche ermöglicht. 3D-Lebensmitteldrucker dieser Art wurden in der Vergangenheit in der Gastronomie oder auch in der wissenschaftlichen Forschung eingesetzt.

### Kreative Formen und Strukturen
Der 3D-Lebensmitteldruck eröffnet neue Möglichkeiten für kreative Formen und Strukturen, die mit herkömmlicher Produktionstechnologie schwer zu realisieren sind. Durch 3D-Druck können Lebensmittel in komplexen und personalisierten Designs hergestellt werden, wodurch innovative Produkte ermöglicht werden. Dies wird etwa von der Firma Barilla für den Pastadruck seit 2015 eingesetzt.

### Herstellung von Fleisch-, und Fischalternativen
3D-Druck von pflanzenbasierten Fleisch-, und Fischalternativen ermöglicht es, komplexe Strukturen und Texturen wie etwa Steak oder Fisch-Filets wiederzugeben. Speziell die Kombination von 2 oder mehr unterschiedlichen Materialien ist hierfür relevant, etwa die Kombination von pflanzlichen Proteinen und pflanzlichen Fetten, wodurch eine ähnliche Zusammensetzung wie bei konventionellem Fleisch erzeugt werden kann. Auch für Anwendungen von Cultured Meat wurde 3D-Lebensmitteldruck bereits erfolgreich getestet.

### Health Foods und Personalisierte Ernährung
3D-Lebensmitteldruck wird auch für die Entwicklung von Health Foods und personalisierter Ernährung verwendet. Durch den 3D-Lebensmitteldruck können spezifische Nährstoffzusammensetzungen und Diätanforderungen exakt berücksichtigt werden, was zu einer optimalen Nährstoffaufnahme führen kann. Dies ist insbesondere für Personen mit speziellen Ernährungsbedürfnissen, wie Sportler oder Personen mit bestimmten gesundheitlichen Einschränkungen, von Bedeutung. Die Entwicklung von Gerichten mittels 3D-Druck speziell für Personen mit Dysphagie wurde in den vergangenen Jahren in mehreren Publikationen erforscht.

### Industrielle Produktion und „Mass Customization“
Als Technologe der „Industrie 4.0“ kann 3D-Druck im Lebensmittelbereich eine Flexibilisierung und Digitalisierung der Produktionstechnologie ermöglichen. Während in der konventionellen Lebensmittelproduktion verschiedene Produktarten und Formen eine Anpassung der Hardware erforderlich machen, so können im 3D-Lebensmitteldruck dank digitaler Steuerung eine Vielzahl an unterschiedlichen Produkten nur durch Software-Anpassung produziert werden, was eine Effizienzsteigerung darstellt. Weiters können für Anwendungen im Bereich „Mass Customization“ Lebensmittel, welche normalerweise ident in Serie produziert werden, für einzelne Konsumenten angepasst werden, ohne höherem Zeitaufwand.